# Ein Hundeleben (1918)
Ein Hundeleben (Originaltitel: A Dog’s Life) ist eine US-amerikanische Stummfilmkomödie von und mit Charlie Chaplin aus dem Jahr 1918.

## Handlung
Charlie geht es schlecht. Er hat keine Arbeit und kein Zuhause und lebt von der Hand in den Mund. Außerdem muss er immer wieder vor der Polizei fliehen, denn um den ärgsten Hunger zu stillen, nützt er jede Gelegenheit, etwas Essbares zu stehlen. Sein einziger Freund und ständiger Begleiter ist der von ihm gerettete Hund Scraps, eine anhängliche und treue Promenadenmischung. Beide finden ein erbärmliches Quartier für die Nacht hinter einem klapprigen Bretterzaun. Bei einem Würstchenstandbesitzer versucht Charlie für sich und den Hund etwas Essbares abzuluchsen. Doch ein Streifenpolizist hat ein wachsames Auge auf die beiden geworfen und verhindert Charlies Diebstahl.
Auch bei seiner Jobsuche hat der Tramp kein Glück. Immer wieder schnappt ihm beim Arbeitsamt ein anderer Bewerber den begehrten Job direkt vor der Nase weg. Da bringt die Begegnung mit einer Tingeltangelsängerin, die ihn während einer Vorstellung anlächelt und zum Tanz auffordert, einen kurzen Moment des Glücks. Plötzlich wenden sich die Dinge zum Besseren: Scraps buddelt eine von Gangstern in der Bar gestohlene und anschließend vergrabene Brieftasche aus. Mit dem unverhofften Reichtum möchte Charlie mit der Barsängerin ein neues Leben beginnen und kehrt in die Tanzbar zurück. Doch die Räuber sind nicht so schnell bereit, auf ihre Beute zu verzichten. In einem Kampf mit Charlie schlägt er die Bösewichter mit einem Holzhammer k.o. Und so hat Charlie am Ende nicht nur Freund Scraps an seiner Seite, sondern zum ersten Mal auch ein wenig Geld und ein hübsches Mädchen. Er lebt nun auf einer kleinen Farm und am Ende stehen seine Frau und er im Wohnzimmer des Hauses an einem kleinen Korb, in dem der Hund mit ein paar kleinen Welpen liegt.

## Hintergrund
Der Film erlebte seine Uraufführung am 14. April 1918. Charlies Bruder Syd stand in Ein Hundeleben erstmals mit ihm gemeinsam vor der Kamera.

## Kritiken
„Wie in The Immigrant nimmt Chaplin auch hier die Realität, tatsächliche soziale Mißstände aufs Korn. Das Schicksal der Arbeitslosen wird in der Komödie ohne jede Verniedlichung deutlich. Aggressiver Höhepunkt ist dabei die Szene, in der Scraps mit ein paar Hunden erbittert um einen Knochen kämpft. Gerade vorher hatte man Charlies vergeblichen Kampf auf dem Arbeitsamt gesehen. Die Assoziation ist eindeutig.“

„Chaplin erster Film im Rahmen seines Millionenvertrags mit der First National faßt die typischen Situationen und Charakteristiken, die er in den Mutual-Filmen entwickelt hatte, zu einem großen geschlossenen Werk zusammen und weist in der Präsentation des Hundes Scraps als zweitem Sympathieträger schon auf seinen ersten Langfilm, The Kid (1921), voraus. Eine bemerkenswerte Ausnahme in seinem Werk ist die Tatsache, daß Chaplin sich ein häusliches Happy-End gestattet.“

“Threatening sentiment is kept at bay by amusing sight gags in this pleasing star featurette.”